# 弗拉特托普 (傑佛遜縣)
弗拉特托普（英語：Flat Top）是一個位於美國阿拉巴馬州傑佛遜縣的非建制地區。該地的面積和人口皆未知。

## 地理
弗拉特托普的座標為33°39′56″N 87°01′25″W / 33.66556°N 87.02361°W，而該地的平均海拔高度為105米（即344英尺）。